# برندا کرک
 برندا کرک (انگلیسی: Brenda Kirk؛ زاده ۱۱ ژانویهٔ ۱۹۵۱) یک تنیس‌باز اهل آفریقای جنوبی است.